# Grundverschlüsselung
Grundverschlüsselung bezeichnet (nicht technisch, sondern funktional) die grundsätzliche Verschlüsselung eines oder mehrerer Fernsehprogramme auf einem Übertragungsweg (Kabel, Satellit etc.). Ein grundverschlüsseltes Programm kann nicht mehr ohne zusätzlich zum Fernseher zu erwerbende Dekoder empfangen werden, auch wenn es auf anderen Übertragungswegen kostenfrei empfangbar ist.
Auf allgemeinzugänglichen Übertragungswegen verbreitete Bezahlfernseh-Programme sendet man verschlüsselt. So gehen sie nur an zahlende Kunden mit einer speziellen Dekoderkarte („Pay-TV“). Bei Grundverschlüsselung werden nicht nur Bezahlfernseh-Programme, sondern der gesamte Übertragungsweg verschlüsselt. Bündel von Programmen oder sämtliche auf ihm verteilten Programme sind nur mithilfe einer (kostenpflichtigen) Dekoderkarte verfügbar, auch solche, die sich nicht aus Entgelten für ihre Entschlüsselung finanzieren und die ggf. auf anderen Übertragungswegen entgeltfrei verfügbar sind („Free-TV“). Auf demselben Übertragungsweg zusätzlich verteilte Bezahlfernseh-Programme sind zusätzlich verschlüsselt.
Grundverschlüsselung wird oft verwendet, um lizenzrechtliche Verpflichtungen einzuhalten. Kauft beispielsweise ein Fernsehsender die Lizenz zur Ausstrahlung einer Sendung nur für ein begrenztes Territorium, etwa das Land, in dem der Sender liegt, würde er bei unverschlüsselter Ausstrahlung des Programms über einen Satelliten, der auch angrenzende Territorien abdeckt, einen Lizenzverstoß begehen. Deshalb sendet beispielsweise der ORF seine Fernsehprogramme über Satellit nur verschlüsselt, gleichzeitig kann aber jede Person mit Wohnsitz in Österreich für einen geringen einmaligen Betrag eine Dekoderkarte zum Empfang dieser Programme erhalten. Ähnliche Konzepte gibt es in vielen weiteren Ländern.
Die Grundverschlüsselung ist Gegenstand einer Kontroverse zwischen Kabelnetzbetreibern, Fernsehsendern und TV-Satellitenbetreibern sowie zwischen Privatsendern und den öffentlich-rechtlichen Rundfunkanstalten. ProSiebenSat.1 hat 2007 auf Druck des Kartellamtes vorerst von der DVB-S-Grundverschlüsselung Abstand genommen. Die HDTV-Varianten von RTL, Vox, Sat.1, Kabel1 und Pro7 werden seit Ende 2009 über die HD+-Plattform verschlüsselt ausgestrahlt.
Bis Anfang 2013 setzten die meisten deutschen Kabelnetzbetreiber eine Grundverschlüsselung für die digitale Verbreitung des Free-TV-Privatfernsehens ein; inzwischen ist diese bis auf den kleineren Anbieter Primacom abgeschaltet. Unitymedia hat die Grundverschlüsselung zum 2. Januar 2013 aufgehoben. Kabel Deutschland folgte mit 10 SD-Programmen (SDTV mit 576i Zeilen) am 3. April 2013, weitere 17 folgten einen Monat später. Die Sendergruppen RTL und ProSiebenSat1 haben verbindlich zugesagt, die Grundverschlüsselung ihrer SD-Programme ab dem Jahr 2013 aufzuheben. Die HD-Ausstrahlung bleibt jedoch wie über HD+ sowie über DVB-T2 verschlüsselt.
2021 hat die Große Koalition die Kabelfernsehverträge neu geregelt. So dürfen die Kabelgebühren ab Juli 2024 nicht mehr in die Mietnebenkosten umgelegt werden, dies wurde Nebenkostenprivileg genannt. Vorteil der Neuregelung für die Mieter ist, dass man nur noch für Leistungen zahlen, muss, welche man nutzen möchte. Ein Nachteil ist, dass die Kabelfernsehnutzer mit höheren Gebühren rechnen müssen, da die günstigen langfristigen Verträge über die Vermieter verschwinden werden. Auch steht dann die Einführung einer Grundverschlüsselung im Raum, da die Kabelnetzbetreiber Maßnahmen gegen Schwarzseher einführen werden.